# Grand Prix Węgier 1986
Grand Prix Węgier 1986 (oryg. Magyar Nagydj) – 11. runda Mistrzostw Świata Formuły 1 w sezonie 1986, która odbyła się 10 sierpnia 1986, po raz pierwszy na torze Hungaroring.
2. Grand Prix Węgier, pierwsze zaliczane do Mistrzostw Świata Formuły 1.

## Klasyfikacja
| Poz. | Nr. | Kierowca           | Konstruktor            | Okrążeń | Czas/powód NU      | Poz. start. | Punktów |
| ---- | --- | ------------------ | ---------------------- | ------- | ------------------ | ----------- | ------- |
| 1    | 6   | Nelson Piquet      | Williams-Honda         | 76      | 2:00:34.508        | 2           | 9       |
| 2    | 12  | Ayrton Senna       | Lotus-Renault          | 76      | + 17.673           | 1           | 6       |
| 3    | 5   | Nigel Mansell      | Williams-Honda         | 75      | + 1 okrążenie      | 4           | 4       |
| 4    | 28  | Stefan Johansson   | Ferrari                | 75      | + 1 okrążenie      | 7           | 3       |
| 5    | 11  | Johnny Dumfries    | Lotus-Renault          | 74      | + 2 okrążenia      | 8           | 2       |
| 6    | 3   | Martin Brundle     | Tyrrell-Renault        | 74      | + 2 okrążenia      | 16          | 1       |
| 7    | 16  | Patrick Tambay     | Lola-Ford              | 74      | + 2 okrążenia      | 6           |         |
| 8    | 4   | Philippe Streiff   | Tyrrell-Renault        | 74      | + 2 okrążenia      | 18          |         |
| 9    | 26  | Philippe Alliot    | Ligier-Renault         | 73      | + 3 okrążenia      | 12          |         |
| 10   | 14  | Jonathan Palmer    | Zakspeed               | 70      | + 6 okrążeń        | 24          |         |
| NU   | 25  | René Arnoux        | Ligier-Renault         | 48      | Silnik             | 9           |         |
| NU   | 15  | Alan Jones         | Lola-Ford              | 46      | Mech. różnicowy    | 10          |         |
| NU   | 20  | Gerhard Berger     | Benetton-BMW           | 44      | Układ przen.napędu | 11          |         |
| NU   | 18  | Thierry Boutsen    | Arrows-BMW             | 40      | Elektronika        | 22          |         |
| NU   | 2   | Keke Rosberg       | McLaren-TAG            | 34      | Zawieszenie        | 5           |         |
| NU   | 19  | Teo Fabi           | Benetton-BMW           | 32      | Układ przen.napędu | 13          |         |
| NU   | 24  | Alessandro Nannini | Minardi-Motori Moderni | 30      | Silnik             | 17          |         |
| NU   | 27  | Michele Alboreto   | Ferrari                | 29      | Wypadek            | 15          |         |
| NU   | 8   | Derek Warwick      | Brabham-BMW            | 28      | Wypadek            | 19          |         |
| NU   | 1   | Alain Prost        | McLaren-TAG            | 23      | Wypadek            | 3           |         |
| NU   | 21  | Piercarlo Ghinzani | Osella-Alfa Romeo      | 15      | Zawieszenie        | 23          |         |
| NU   | 17  | Christian Danner   | Arrows-BMW             | 7       | Zawieszenie        | 21          |         |
| NU   | 7   | Riccardo Patrese   | Brabham-BMW            | 5       | Skrz. biegów       | 14          |         |
| NU   | 23  | Andrea de Cesaris  | Minardi-Motori Moderni | 5       | Silnik             | 20          |         |
| NU   | 29  | Huub Rothengatter  | Zakspeed               | 2       | Chłodnica          | 25          |         |
| NU   | 22  | Allen Berg         | Osella-Alfa Romeo      | 1       | Turbo              | 26          |         |

### Pole position
- Ayrton Senna - 1:29.450

### Najszybsze okrążenie
| Nr | Kierowca      | Konstruktor | Czas     | Okr. |
| -- | ------------- | ----------- | -------- | ---- |
| 6  | Nelson Piquet | Williams    | 1:31.001 | 73   |